# Молочний Альянс
АТ «Молочний Альянс» — група компаній, що об'єднує потужні підприємства з виробництва та реалізації основних видів молочної продукції, лідер молочної галузі України.

## Діяльність
Історія Групи компаній «Молочний Альянс» почалась у 2006 році з придбання декількох великих підприємств із виробництва молочних продуктів та їх об'єднання.
Нині Група компаній «Молочний Альянс» — це компанія з централізованою структурою управління фінансами, закупівлями, маркетингом, виробництвом, логістикою та продажами.
У лютому 2019 року Пирятинський сирзавод і Золотоніський маслоробний комбінат, що входять до групи компаній, отримали сертифікати халяль, який дозволяє експортувати продукцію до Малайзії.

### Виробничі потужності
До складу холдингу входять вісім виробничих підприємств молочної галузі: Група підприємств із виробництва сирів та молочної продукції:
- АТ «Пирятинський сирзавод»;
- ТДВ «Баштанський сирзавод»;
- ТДВ «Золотоніський маслоробний комбінат»;.

Група підприємств із виробництва цільномолочної та кисломолочної продукції:
- ТДВ «Яготинський маслозавод»;
- Філія ТДВ «Яготинський маслозавод» «Яготинське для дітей» — новий завод дитячого молочного харчування.

Підприємство із збору та обробки молока та молочної продукції:

### Бренди
Продуктовий портфель Групи компаній «Молочний Альянс» збалансований таким чином, що існують пропозиції для всіх вікових груп населення в різних товарних категоріях молочного ринку та ринку сирів. Продукція Групи компаній «Молочний Альянс» випускається під брендами:
- «Пирятин»
- «Славія»
- «Яготинське»
- «Яготинське для дітей»
- «Златокрай»

### Показники діяльності
За останні три роки підприємствами Групи компаній «Молочний Альянс» перероблено понад 1,5 млн тонн молока. У І півріччі 2014 року обсяг переробки молока становив 215,4 тис. тонн або 10 % ринку.
Обсяг виробництва компанією готової молочної продукції в І півріччі 2014 року становив 78,6 тис. тонн, продемонструвавши 7 % зростання у порівнянні з показниками аналогічного періоду 2013 року. Виріс і чистий дохід від реалізації продукції Групи компаній «Молочний Альянс». У І півріччі 2014 року цей показник становив близько 1,4 млрд грн., що на 6 % більше порівняно з показниками аналогічного періоду 2013 року.
Ринкова частка Групи компаній «Молочний Альянс» у виробництві цільномолочної продукції в І півріччі 2014 року становила 9 % ринку України. У порівнянні з 2010 роком цей показник виріс на 77 %.
Група компаній «Молочний Альянс» є найбільшим виробником жирних сирів в Україні (ринкова частка становить 18 % станом на І півріччя 2014 року). Компанія також є безумовним лідером за обсягами експорту натурального сиру за кордон. За результатами І півріччя 2014 року ринкова частка Групи компаній «Молочний Альянс» з експорту цього виду продукції становила 39 %.
Фантастичних успіхів досягла і ТМ «Яготинське для дітей», що належить Групі компаній «Молочний Альянс». Всього за півтора року свого існування бренд став лідером ринку дитячого молочного харчування України, завоювавши 26,1 % ринку.

### Інновації та інвестиції
Усі найбільші підприємства Групи компаній «Молочний Альянс» сертифіковані за міжнародними стандартами управління та контролю якості ISO 9000 і ХАССР.
Компанія відповідально стежить за оновленням технологічних процесів та обладнання своїх підприємств, а також впровадженням інноваційних технологій. Так, за останні сім років підприємствами Групи компаній «Молочний Альянс» було освоєно більше 525 млн грн. капітальних інвестицій.

### Екологія та охорона навколишнього середовища
За останні три роки було здійснено багатомільйонні вкладення:
- у будівництво власних нових очисних споруд на ПАТ «Баштанський сирзавод» та ПАТ «Золотоніський маслоробний комбінат»;
- у реконструкцію існуючих споруд для АТ «Пирятинський сирзавод»;
- у впровадження на підприємствах нанофільтраційних установок, які виключають потрапляння сироватки в заводські стоки.

### Соціальна відповідальність
Група компаній «Молочний Альянс» активно спонсорує соціальні, оздоровчі, гуманітарні та творчі проекти, допомагає дитячим будинкам і спортивним клубам, щорічно виділяючи на це близько 500 тис. грн.